# Liste von Malern/U
Die folgende Liste führt möglichst umfassend Maler aller Epochen auf.
Die Liste ist soweit vorhanden alphabetisch nach Nachnamen geordnet.

## U
Ubac, Raoul (1910–1985), Belgien
Uccello, Paolo (1397–1475), Italien
Uden, Lucas van (1595–1672), Niederlande
Udine, Giovanni da (1487–1564), Italien
Uecker, Günther (1930–2025), Deutschland
Ufer, Johannes (1912–1987), Deutschland
Ugolino da Siena (um 1280–um 1349)
Uhde, Fritz von (1848–1911), Deutschland
Uhden, Maria (1892–1918), Deutschland
Uhlig, Max (* 1937)
Uitz, Béla (1887–1972), Ungarn
Ulfig, Willi (1910–1983), Deutschland
Ulrich, Elke (1940–2017), Deutschland
Unbehaun, Johanna (1906–1953)
Undersaker, Gustav Rudolf (1887–1972), Norwegen, Impressionist
Unger, Raymond (* 1963 in Buxtehude)
Unger, William (1837–1932)
Unger, Wolfgang Heinz (* 1929 in Halle)
Unold, Max (1885–1964), Deutschland
Unruh, Kurt von (1894–1986), Deutschland
Unterberger, Franz Sebald (1706–1776)
Unterberger, Michelangelo (1695–1758)
Uphoff, Carl Emil (1885–1971), Deutschland
Uphoff, Fritz (1890–1966), Deutschland
Upson, Kaari (* 1972)
Uptmoor, Luzie (1899–1984), Deutschland
Urach, Albrecht von (1903–1969)
Urbach, Josef (1889–1973)
Urban, Reva (1925–1987), USA
Urgell, Modest (1839–1919), Spanien
Urlaub, Georg Sebastian (1685–1763)
Ury, Lesser (1861–1931), Deutschland
Ussi, Stefano (1822–1901)
Utamaro, Kitagawa (1753–1806), Japan
Uto, Vincenzzo (1970–2013), Italien
Utrillo, Maurice (1883–1955), Frankreich
Uzarski, Adolf (1885–1970), Deutschland